# Clara Halouska
Clara Sofie Halouska (* 14. August 2000) ist eine deutsche Schauspielerin und Theaterschauspielerin. Sie spielte die Rolle der Jessie Nagel in der deutschen SWR-Fernsehserie Tiere bis unters Dach.

## Werdegang
Clara Sofie Halouska kommt aus Denzlingen nördlich von Freiburg im Breisgau in Baden-Württemberg und spricht die tschechische Sprache.
In der ARD-Kinderserie Tiere bis unters Dach spielte sie von 2014 bis 2017 die Rolle der Jessie Nagel. Im Theater Freiburg ist sie mit dem Moira Fettermann Ballett aktiv. Sie war Botschafterin für Wir helfen Kindern e.V., eine Initiative von Alexander Bürkle in Freiburg. In dem Kinderhörspiel Olivia – Manchmal kommt das Glück von ganz allein hatte sie eine Sprechrolle unter der Regie von Kirstin Petri. Am 17. Mai 2015 war sie mit Jule-Marleen Schuck zu Gast im Tigerenten Club.

## Filmografie
- 2014–2017: Tiere bis unters Dach

## Theatrografie
- Manon Lescaut und Rinaldo (Oper), Theater Freiburg
- König Keks und Mogli (Musical), Theater Freiburg